# Алва Беси
Алва Сесил Беси (на английски: Alvah Cecil Bessie) е американски писател, журналист и сценарист от еврейски произход, роден в Ню Йорк и починал в Тера Линда, Калифорния, на 81-годишна възраст.

## Биография
Алва Беси получава образованието си в Колумбийския университет. За периода 1924-1928 година е актьор и режисьор в различни нюйоркски театри.  По-късно работи като журналист за европейското издание на „Ню Йорк Таймс“ и като преводач от френски език.
През 1938 г. Беси взима участие като доброволец в Испанската гражданска война, включва се в Интернационалните бригади и воюва срещу силите на генерал Франко. След завръщането си от фронта Беси написва книга за преживяванията си през войната под заглавие „Мъже в битка“ (1939). За тази творба Ърнест Хемингуей казва: Истинска, честна, чудесна книга. Беси описва вярно и хубаво всичко онова, което е успял да види – а е видял достатъчно. През този период Беси се изявява като литературен, театрален и филмов критик за марксисткото списание „Ню Масис“
През 40-те години Алва Беси се преселва в Холивуд и пише сценарии за филмовата къща „Уорнър Брадърс“ и за други студия. Публикува социалния роман „Хляб и камък“ (1941). Номиниран е за академичната награда „Оскар“ за най-добра оригинална история в патриотичния филм „На прицел Бирма“ (1945).
Попрището на сценарист приключва за Алва Беси, когато през 1947 година е изправен пред Комисията за антиамериканска дейност към Белия дом. Беси отказва да отхвърли или потвърди връзките си с Американската комунистическа партия и през 1950 година става един от „Холивудската десетка“ (Hollywood Ten), включен е в официалния черен списък на филмовите студия и е пратен в затвора за десет месеца.
След излизането си на свобода Алва Беси работи като осветител, озвучител и конферансие в нощен клуб в Сан Франциско и никога не се завръща в артистичната среда на Холивед.
Наблюденията си върху американската действителност от епохата на маккартизма Беси преработва художествено в романа „Антиамериканците“ (1957). Той е автор и на романа за филмовата звезда Мерилин Монро „Символът“ (1967).